# 斯皮什斯卡貝拉

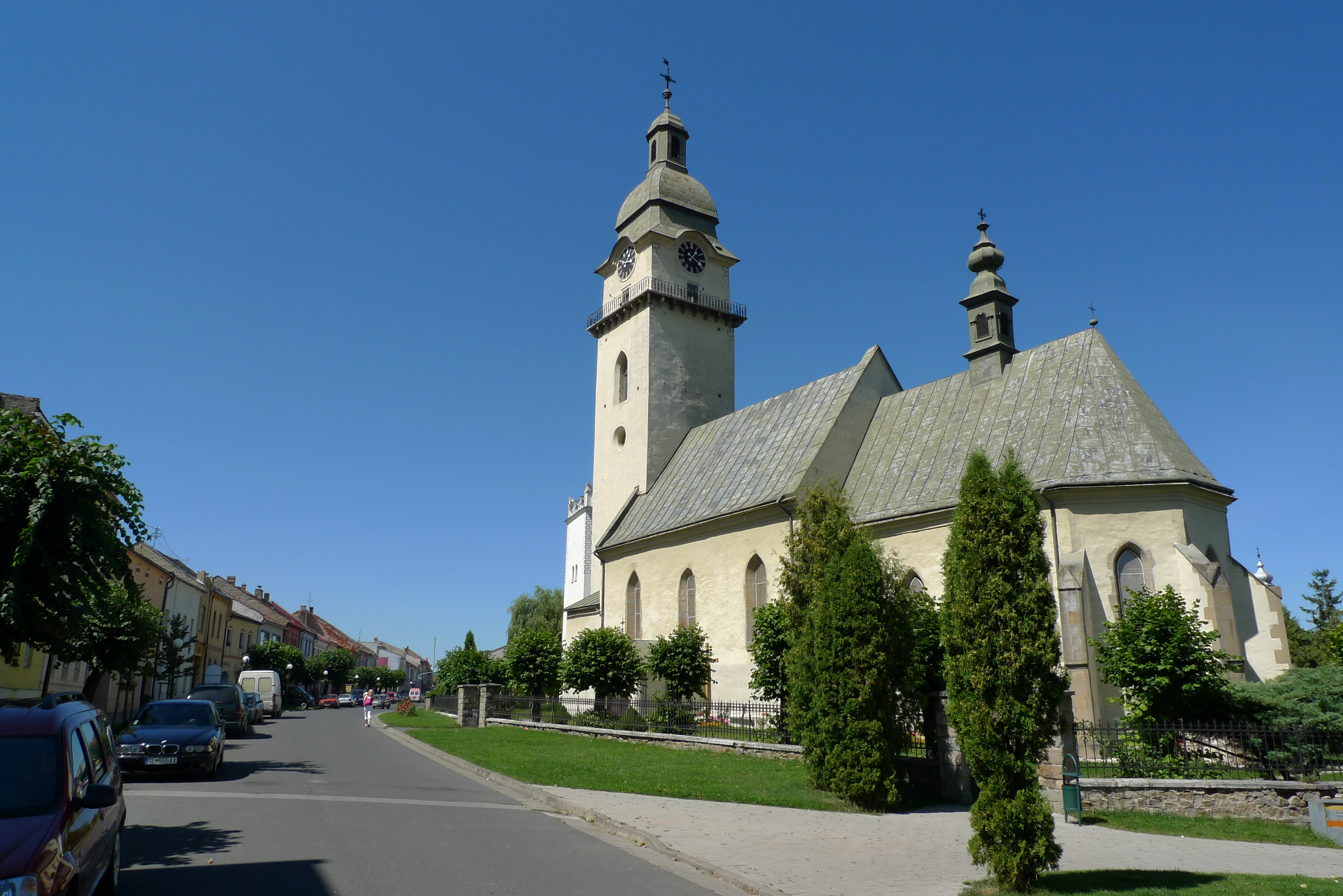

斯皮什斯卡貝拉是斯洛伐克的城鎮，位於該國東北部，由普列索夫州負責管轄，面積33.94平方公里，海拔高度626米，2005年人口6,189，其中八成居民信奉羅馬天主教。

## 外部連結
- Official website （页面存档备份，存于） （斯洛伐克文）